# Pipper (perro)

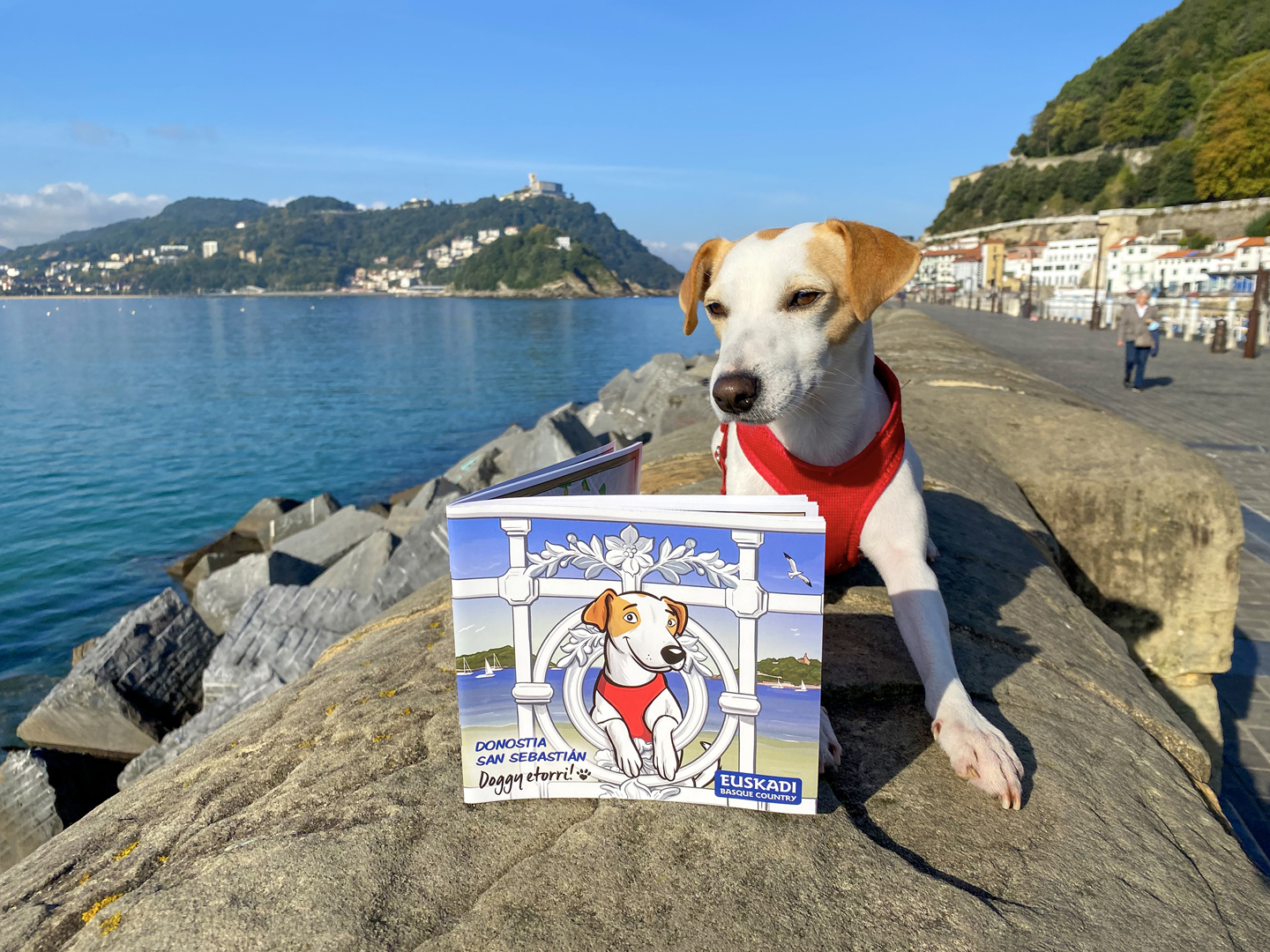
Pipper, en Donostia, con su guía turística de la ciudad.

Pipper (Urnieta, Gipuzkoa, 6 de mayo de 2016) es un perro español de raza Parson Russell Terrier, popularmente conocido como el perro viajero o el perro influencer, al haber recorrido junto a su dueño, el periodista donostiarra Pablo Muñoz Gabilondo, cerca de un centenar de los principales destinos turísticos españoles repartidos por las 50 provincias del país.
El objetivo de estos viajes es promover la integración de los perros de compañía en los espacios públicos y la adaptación de los recursos turísticos a las personas que viajan junto a sus mascotas.
Con sus apariciones públicas en los principales medios de comunicación españoles, Pipper y su dueño llaman la atención sobre el reto de integrar a los perros de compañía en las ciudades y la necesidad de promover la tenencia responsable de animales en la sociedad española.
Dos cómics protagonizados por Pipper fueron lanzados en España el 5 de noviembre de 2020 por Penguin Random House Grupo Editorial a través de su sello Alfaguara. El 25 de mayo de 2022, la editorial geoPlaneta, del Grupo Planeta, publicó el libro 'España con perro. 200 planes con tu mejor amigo'.
El 14 de enero de 2023, La 2 de TVE estrenó un programa semanal de viajes protagonizado por Pipper y Pablo titulado Pipper en ruta. Se emitieron 24 episodios entre 2023 y 2024.

## Vida
Pipper nació el 6 de mayo de 2016 en una casa de campo del municipio guipuzcoano de Urnieta llamada, por aquel entonces, Borda Txiki. Su madre, Kika, tuvo una camada de tres perros, de los que sobrevivieron dos: Pipper y Txiki.
El periodista Pablo Muñoz Gabilondo lo vio nacer y pasados unos meses lo incorporó a su familia. Según su relato, al comenzar a viajar con el perro, se dio cuenta de las restricciones que en muchas ciudades españolas se impone al acceso de perros de compañía a espacios públicos y decidió dar la vuelta a España con Pipper para dar a conocer las mejores experiencias e inspirar un cambio. Pipper pasó a protagonizar el blog Pipper on tour.

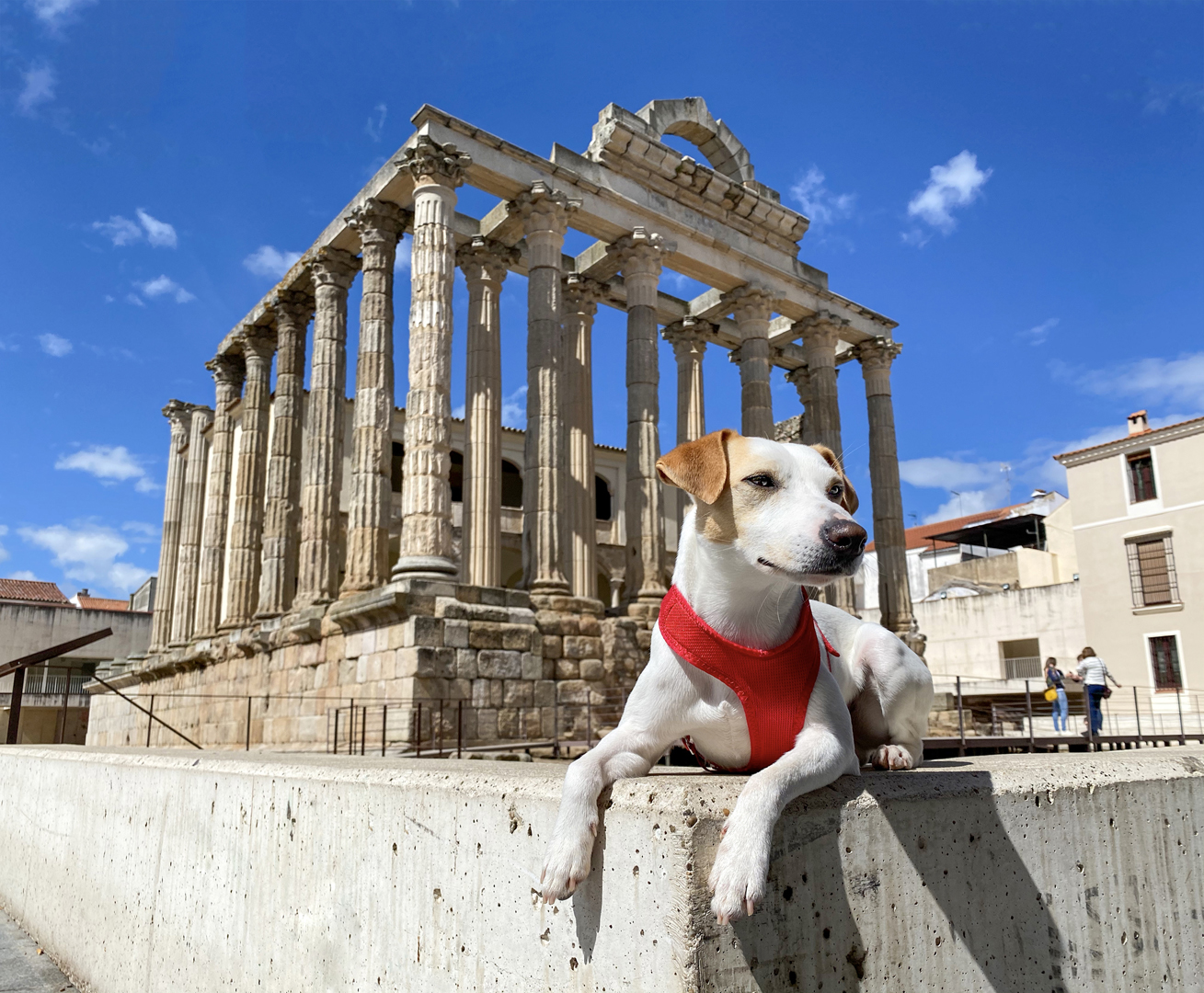
Pipper, visitando la ciudad de Mérida (España).

El 7 de junio de 2018 se presentó en Valladolid la vuelta a España de Pipper ante los medios de comunicación. La ruta había comenzado en el mes de mayo en la ciudad de Salamanca y llevó a Pipper por 50 destinos repartidos por las 17 comunidades autónomas españolas finalizando en julio de 2019 en Tarragona. Posteriormente se añadieron 41 nuevos viajes a otros tantos destinos españoles hasta septiembre de 2021. A finales de 2024, Pipper ya había recorrido más de cien destinos españoles.
Se considera que Pipper es el primer perro que ha dado la vuelta a España visitando los principales destinos turísticos y documentando cada etapa a través de su blog y de los medios de comunicación. No obstante, aún no ha documentado su paso por la ciudad autónoma de Ceuta.
Sus múltiples apariciones en espacios informativos de la televisión, la radio, los periódicos y medios online españoles y algunos internacionales hicieron que Pipper se convirtiera en un personaje popular.
Fruto de esta popularidad, en 2019 apareció en el mercado el primer cómic de Las Aventuras de Pipper, orientado a un público infantil con el objetivo de promover la tenencia responsable de mascotas y sensibilizar contra el abandono animal. Editado inicialmente por Pipper on tour, al año siguiente, Penguin Random House Grupo Editorial relanzó el cómic y sumó un segundo volumen creando una colección a través de su sello Alfaguara. El ilustrador toledano Ismael Cañadilla, la guionista y directora de cine Julia Montejo y Pablo Muñoz Gabilondo son los autores de la serie.
El 25 de mayo de 2022, la editorial geoPlaneta, del Grupo Planeta, publicó el libro 'España con perro. 200 planes con tu mejor amigo', cuyo autor es Pablo Muñoz Gabilondo, el humano de Pipper. La guía resume, provincia a provincia, la oferta turística española destinada a quienes viajan con perro de compañía y ofrece consejos prácticos. El libro está protagonizado por Pipper y en él aparecen canes viajeros de sus seguidores en redes. La editorial publicó la segunda edición en julio de 2023 y la tercera en junio de 2024.
El 14 de enero de 2023, La 2 de TVE estrenó un programa semanal de viajes protagonizado por Pipper y Pablo titulado Pipper en ruta. Se emitieron 24 episodios de media hora, 12 en 2023 y otros tantos en 2024. El programa muestra la relación entre Pipper y su tutor con un toque de humor mientras viajan descubriendo actividades turísticas en las que la presencia de los perros de compañía está admitida. Los pensamientos del perro pueden leerse mediante rótulos que aparecen emulando mensajes de Whatsapp. También se expresa con emoticonos. 

## Reconocimientos
- El 28 de diciembre de 2020, el alcalde de Antequera presentó a los medios de comunicación la primera fase del nuevo parque urbano ubicado en la glorieta de Rojas Pérez de la ciudad malagueña. En estos jardines se homenajea al fallecido perro Ajax, que formó parte de la unidad canina de la Guardia Civil, y a otros ocho perros ilustres reales y de ficción, entre los que se encuentra Pipper.
- En 2021, la feria de Madrid Ifema nombró a Pipper embajador oficial de la décima edición de su feria 100 x 100 mascota, que se celebró los días 25 y 26 de septiembre. Se trata del principal evento de este tipo que se celebra en España.
- En septiembre de 2021, el Gobierno Vasco editó, a través de Basquetour, una guía turística oficial titulada Bienvenidogs a Donosti protagonizada por Pipper. Además, Pipper ejerció de embajador de Turismo de Castilla y León entre junio de 2018 y junio de 2020.
- El 17 de junio de 2022, Pipper recibió el premio Cabaña Pasiega que le concedió la Asociación de Turismo Rural de Cantabria por su promoción de la comunidad autónoma. La gala de entrega del premio estuvo presidida por Miguel Ángel Revilla, presidente de Cantabria, y tuvo lugar en la Finca del Marqués de Valdecilla, en Medio Cudeyo. “A Pipper, pequeño embajador de los lugares más especiales de Cantabria”, reza la placa del galardón.
- El 14 de enero de 2023, La 2 de TVE estrenó el programa semanal de viajes Pipper en ruta, del que se emitieron dos temporadas con un total de 24 episodios hasta el 6 de abril de 2024.
- El 27 de febrero de 2025, la Feria Internacional para el Profesional del Animal de Compañía, Iberzoo Propet, entregó a Pipper el premio Antón por favorecer la convivencia con las mascotas en la ciudad. La feria está organizada por Ifema en Madrid.